# PowerBook 1400c/cs
Il PowerBook 1400 è un computer portatile prodotto dalla Apple dall'ottobre 1996 al maggio 1998, appartenente alla Famiglia PowerBook.
Commercializzato inizialmente negli Stati Uniti al prezzo di 2.499 $, fu il primo laptop prodotto dalla Apple dopo il PowerBook 5300.
Vennero prodotti il modello PowerBook 1400c e PowerBook 1400cs, differenziati in base al tipo di tecnologia LCD.